# NewsGuard

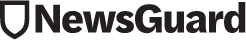
NewsGuard扩展的logo。

NewsGuard是一个针对新闻和信息网站的评级系统，可通过浏览器扩展器和移动应用访问。根据 NewsGuard的说法，其团队由“专业记者”组成，他们根据一系列标准（例如是否财务透明、是否频繁发布错误信息等）对出版商进行0–100分的评分。提供该工具的公司NewsGuard Technologies Inc. 还为广告商、搜索引擎、社交媒体平台、网络安全公司和政府机构提供虚假信息追踪和品牌安全等服务。
用戶可以通過該款擴展查核網站上的新聞是否可靠。被其標註為綠色的新聞代表可靠，紅色則不可靠。該款擴展可在Google Chrome、Microsoft Edge、Firefox和Safari 上使用。

## 歷史
2018年，史蒂文·布里尔和L.戈登·克罗维兹创立了NewsGuard Technologies。克罗维兹曾任华尔街日报发行人。2018年，前纽约时报分社主任兼编辑乔伊斯·普尔尼克以及在美联社担任编辑长达25年的艾米·威斯特菲尔德（Amy Westfeldt）加入NewsGuard。奈特基金会和阳狮對其投資。   
2020年1月，NewsGuard开始收費，不過在图书馆和学校依舊可以免费使用。    